# فرودگاه شهرستان هور سیتی
فرودگاه شهرستان هور سیتی (به انگلیسی: Havre City-County Airport) یک فرودگاه همگانی بهره‌برداری هوایی با کد یاتا HVR است که یک باند فرود آسفالت دارد و طول باند آن ۱۵۸۶ متر است. این فرودگاه در کشور ایالات متحده آمریکا قرار دارد و در ارتفاع ۷۹۰ متری از سطح دریا واقع شده‌است.